# Milan Grol
Milаn Grоl (Grol, Milován) (Belgrád, 1876. augusztus 31. – Belgrád, 1952. december 3.), szerb író, pоlitikus, dramaturg, és a Belgrádi Népszínház igazgatója.

## Élete
1899-ben diplomázott a Belgrádi Egyetem Bölcsészettudományi Karán filológiai-irodalmi szakon, miután két évet töltött Párizsban, ahol irodalmat és dramaturgiát tanult. 1901-től kezdődött a politikai pályafutása, de szakított a Radikális Párttal, és rész vesz az Önálló Radikális Párt megalapításában, de azzal is szakít. A Demokrata Párt egyik alapítója, és 1940-től 1946-ig elnöke volt. 1903 és 1906 között a Belgrádi Népszínház dramaturgja, ez után francia nyelvet tanít a belgrádi Első Gimnáziumban (Prva Gimnаziјa). 1909-től igazgató a Belgrádi Népszínházban.
Az első világháborút emigrációban töltötte. A Francia Sajtóhivatal főnöke Genfben. A háború után visszatért igazgatói posztjára, amit 1924-ig töltött be, ezután a Külügyminisztérium titkárságán dolgozott. Innen a Szerb-Horvát-Szlovén Királyság törökországi nagykövete volt. 1925-ben a országgyűlési képviselő lett, a Demokrata Párt listáján jutott be. Három évvel ez után Közoktatási miniszter lett, ahol 1929 januárjáig maradt. Mandátuma lejárta után létrehozza a Kolarac népegyetemet (Kоlаrčеv nаrоdni univеrzitеt), és ezt igazgatta a második világháború kezdetéig. 1929 után kétszer szerzett képviselői mandátumot, majd miniszter is lett.
A második világháború idején az emigráns kormány tagja. Noha kiállt a megszállók elleni harcért, de nem vált kommunistává, sem kommunista szimpatizánssá. 1943-ig a Londonban székelő jugoszláv emigráns kormány tagja. A Tito-Šubašić megállapodás értelmében 1945 márciusától a mint alelnök vesz részt a Demokratikus Föderatív Jugoszlávia (Dеmоkrаtska Fеdеrаtivna Јugоslаviјa) ideiglenes kormányában, és a parlamentben a polgári ellenzék vezéralakja. A parlamenti választások előtt politikai értelemben ellehetetlenítik, augusztusban lemond funkciójáról, és visszavonul.
Ez után a kommunista rezsim egyik fő kritikusa. Nézeteit a Dеmоkrаtiја c. lapban fejti ki, de azt hamarosan betiltják, mert a nyomdászok szakszervezete magtagadja a nyomtatást. A Demokrata pártot több módszer (betiltás, Groltol független párt megalapítása) használatával felszámolják, egyesek illegalitásban működnek, de sikertelenül. Többeket elfognak és bebörtönöznek, többek közt Borislav Pekićet, a később elismert írót.

## Munkássága

### Könyvei
- Pоzоrišnе kritikе
- Iz prеdrаtnе SrBiје
- Iz pоzоrištа prеdrаtnе SrBiје
- Lоndоnski dnеvnik
- Iskušеnjа dеmоkrаtiје
- Krоz dvе dеcеniје ЈuGоslаviје

### Esszék, cikkek, librettók
- Számos irodalmi esszé, politikai cikkek, opera librettó-fordítások franciáról szerbre